# Theiler (cràter)
Theiler és un petit cràter d'impacte de la Lluna de 8,28 km de diàmetre i d'una profunditat de 690 m, situat a l'oest de la Mare Marginis. Al sud-est hi ha la prominent plana emmurallada de Neper.

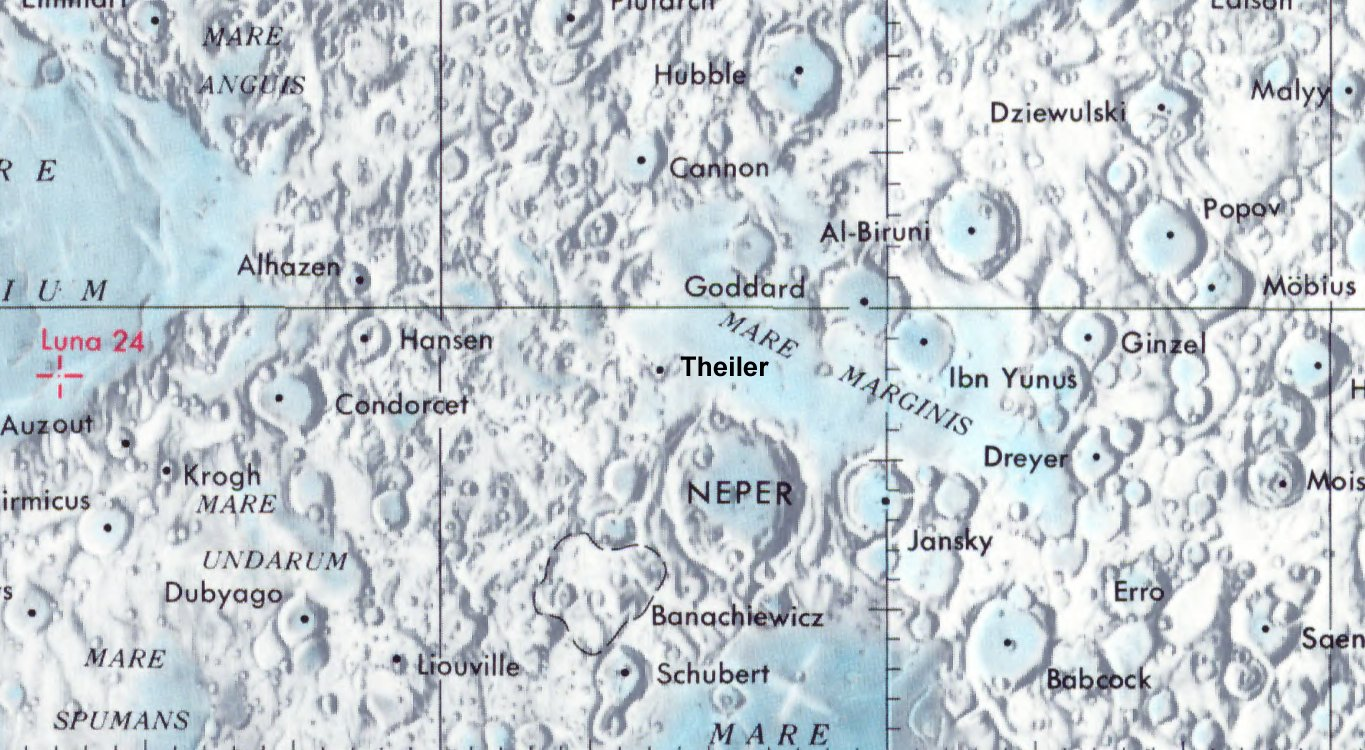
Localització de Theiler (centre de la imatge)
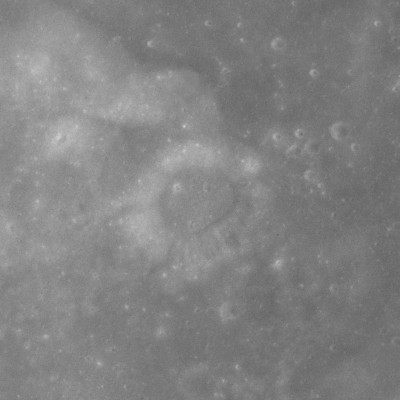
Imatge de l'Apollo 17

Per la seva ubicació, Theiler no sempre és visible per als observadors des de la Terra a causa de l'efecte de libració de la Lluna. Theiler és circular en forma de bol, formació sense cap significació particular.
El nom del cràter fa referència al bacteriòleg sud-africà Max Theiler, guardonat amb el Premi Nobel en Fisiologia o Medicina en 1951 per desenvolupar una vacuna per a la febre groga. El nom va ser aprovat per la Unió Astronòmica Internacional a 1979.